# 79410 Wallerius
79410 Wallerius este un asteroid din centura principală de asteroizi.

## Descriere
79410 Wallerius este un asteroid din centura principală de asteroizi. A fost descoperit pe 3 mai 1997 la Observatorul La Silla de Eric Walter Elst. Asteroidul prezintă o orbită caracterizată de o semiaxă mare de 2,38 ua, o excentricitate de 0,20 și o înclinație de 25,1° în raport cu ecliptica.